# Gut Basthorst

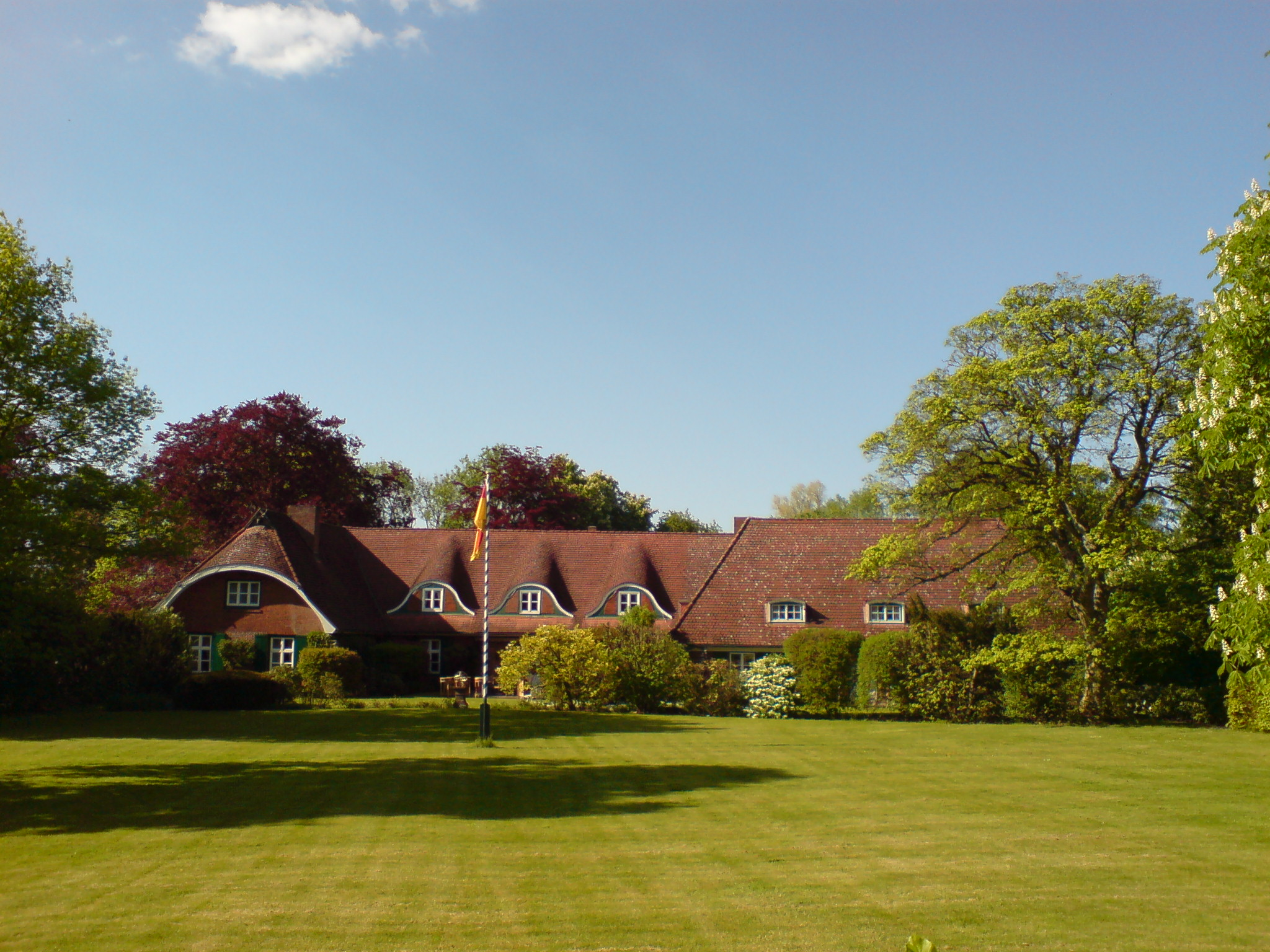
Das Herrenhaus Basthorst

Das Gut Basthorst in der schleswig-holsteinischen Gemeinde Basthorst liegt zwischen dem Oberlauf der Bille mit der angrenzenden Hahnheide und dem östlichen Saum des Sachsenwaldes.

## Geschichte
Die über die Jahrhunderte gewachsene Hofanlage besteht aus mehreren ehemaligen und zum Teil noch heute landwirtschaftlich genutzten Wirtschaftsgebäuden wie einem Speicher von 1771 (Bürogebäude) und einer Scheune (Trocknung) von 1862.
Das Herrenhaus ist im Kern wahrscheinlich um 1750 entstanden und hat nach zahlreichen Um- und Anbauten die Form einer asymmetrischen Dreiflügelanlage angenommen.
Noch vor etwa 120 Jahren wurden von dem Herrenhaus aus die drei Dörfer Basthorst, Dahmker und Hamfelde verwaltet.
Eine Generation lang, höchstwahrscheinlich von Siedlern aus Hamfelde kommend, wurden Dickungen des dortigen Urwaldes gerodet und das Land ackerfähig gemacht.
Das Rittergeschlecht der Schacken, im 12. Jahrhundert als Kampfgefährten Heinrichs des Löwen in den nordelbischen Raum gekommen, gehörte neben dem Herzog von Lauenburg zu den einflussreichsten und bedeutendsten Grundherren der Region. Noch im Jahre 1612 besaßen sie rechts der Elbe 14 Dörfer. Mit der Erwähnung des „Johan Schacken to der Basthorst“ 1391 beginnt die nachweisbare Geschichte des adeligen Gutes, das zu jener Zeit eine befestigte Burg war, ähnlich Gülzow, Hasenthal oder Müssen. Zum Schack’schen Besitz gehörte auch die 1400 ha große Hahnheide. Mit der Teilung Basthorsts im Jahre 1545 zugunsten zweier Söhne begann eine unheilvolle Entwicklung, die fast zur völligen Auflösung des Besitzes beigetragen hätte (24 Kinder). In den Wirren des Dreißigjährigen Krieges okkupierte der jüngere Bruder des Herzogs von Lauenburg, Herzog Franz Albrecht, kurzerhand das Gut und ließ das Gut etwa 1640 mit Bastionen und einem breiten Wassergraben befestigen, der noch heute an einigen Stellen zu sehen ist.
Aufgrund der erbärmlichen Not während des Dreißigjährigen Krieges (bis 1648) in hohe finanzielle Bedrängnis gekommen, verkaufte die Witwe (Dorothea) von Schack nach dem Duelltod ihres Mannes 1645 in Lübeck Basthorst für 29.000 Taler und 100 Dukaten an den reichen niederländischen Kaufmann Peter von Uffeln. In Erinnerung an den früheren lauenburgischen Besitz nannte ein späterer von Schack den auf seinem 1821 neu erworbenen Besitz in der Nähe von Schwerin errichteten Gebäudekomplex (mit Gutswirtschaft für die Orte Rehhagen und Samelow) „Basthorst“.
Bei dem Kauf hatte Peter von Uffeln, Besitzer u. a. von Roggendorf, Veddel-Grevendorf und Gütern in Dänemark, durchgesetzt, dass Basthorst zu einem Kunkel-Lehensgut wurde, also auch eine Frau das Gut erben durfte, was dann auch mehrmals geschah.
Zwischen 1721 und 1796 besaßen dann die von Plessen Gut Basthorst; unter ihnen wurde das heutige Herrenhaus errichtet, das in seinen ältesten Bauteilen von 1750 stammt. Der älteste Sohn der Familie verschwand 1760 spurlos; es ist nie ganz geklärt worden, ob es ein Überfall war, er im Moor versank oder den Freitod wählte. Seine Schwester Elenore Elisabeth, verheiratet mit einem Schack von Buchwald auf Johannstorf, übernahm sodann den Hof 1796. Den Schacken von Buchwald gehörte Basthorst bis 1819. Eine Person trat besonders in Erscheinung: Amalie Sophie Schack von Buchwald (1747), Hofdame der dänischen Königin, spätere Gräfin von Holstein. Amalie Sophie hielt Treue zu ihrer Königin, nachdem diese das Land 1772 aufgrund einer Affäre mit dem Hofarzt Johann Friedrich Struensee verlassen musste.

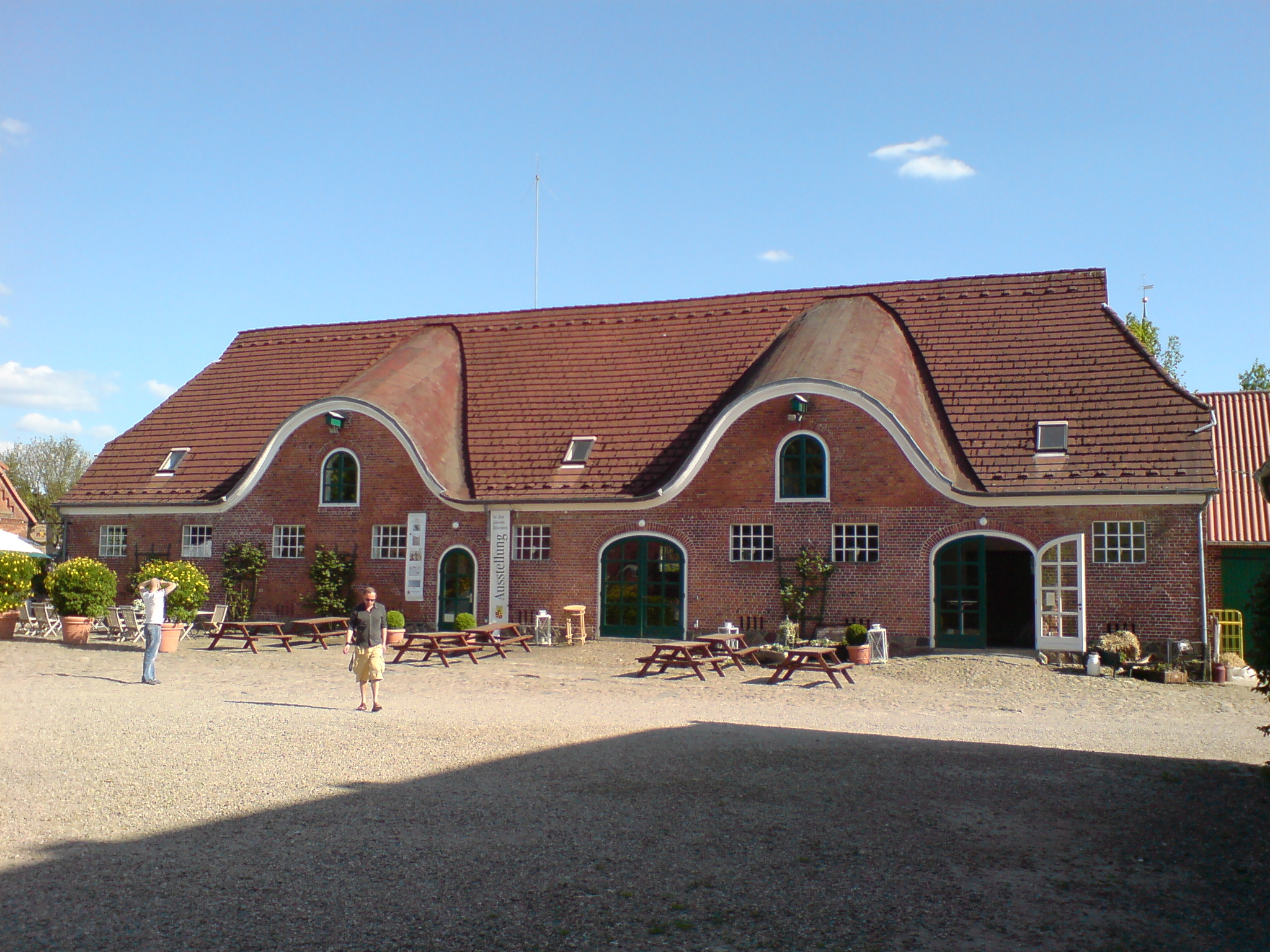
Ehemaliges Wirtschaftsgebäude

Seit 1843 gehörte das Gut der Familie von Brusselle, bis Joseph von Brusselle 1944 den Besitz an seinen Neffen Franz Freiherr von Ruffin übertrug. Grund dafür war die drohende Enteignung durch die Nationalsozialisten, nachdem Joseph von Brusselle ein Beileidstelegramm an die Witwe des erschossenen Grafen von Stauffenberg geschrieben hatte. Nur durch die Initiative der Dorfbewohner konnte die Gestapo davon abgebracht werden.
1945 lebten 57 Flüchtlinge allein im Herrenhaus, auf dem Gut insgesamt 150 Flüchtlinge, viele von ihnen aus den deutschen Ostgebieten im heutigen Polen. Die Einwohnerzahl Basthorsts verdreifachte sich auf 615 Menschen. Heutiger Eigentümer ist Enno Freiherr von Ruffin (* 1954), zweiter Ehemann der Sängerin Vicky Leandros, der auf dem Gut zugleich Landwirtschaft und einen Veranstaltungsbetrieb für Festlichkeiten betreibt.

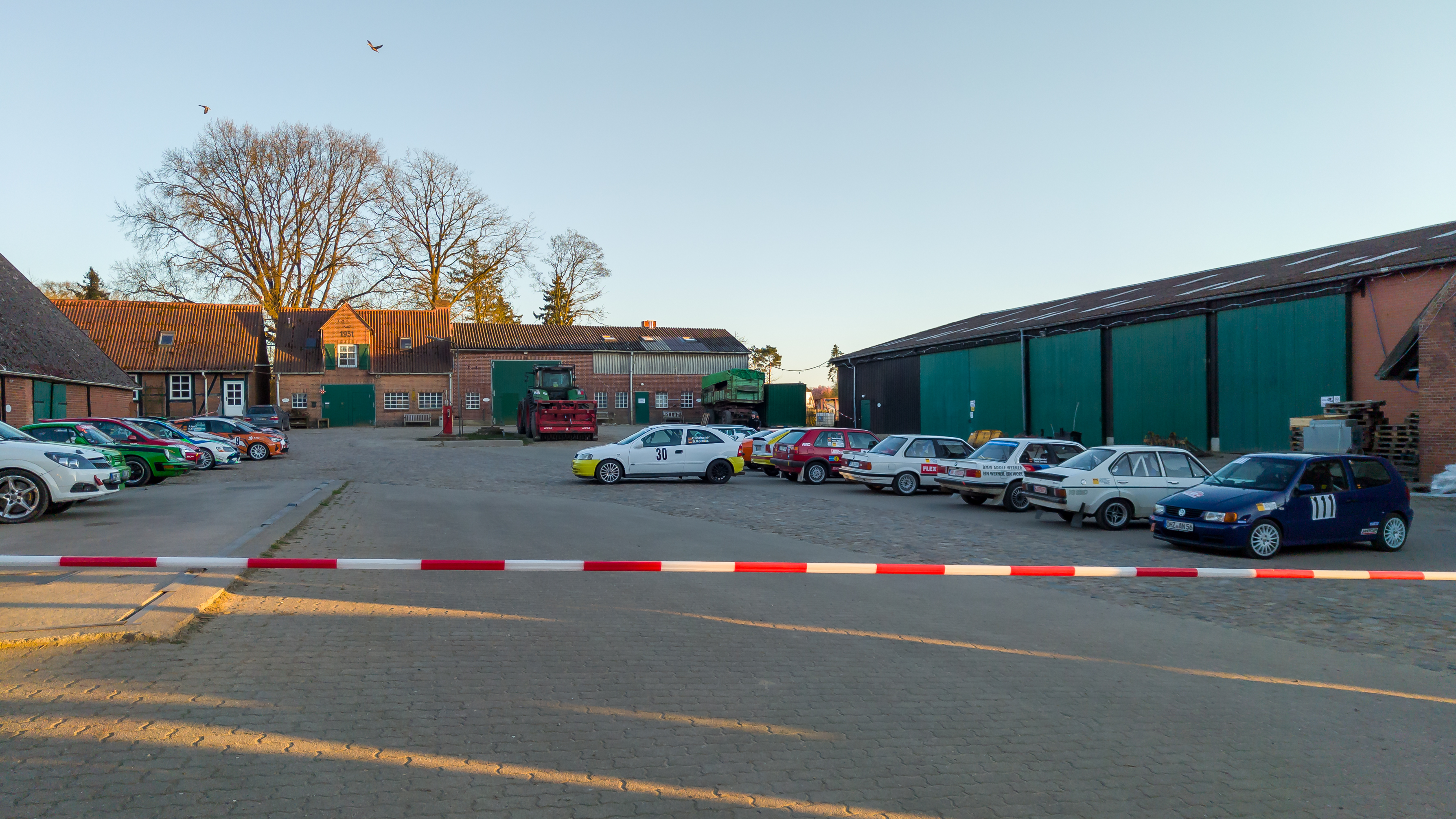
Parc fermé der Stormarn-Rallyes 2025 auf dem Wirtschaftshof von Gut Basthorst

## Rittergut und Patrimonialgericht
Das Gut war ein landtagsfähiges Rittergut, der Besitzer war daher Mitglied der Ritter- und Landschaft Lauenburgs. Ebenfalls mit dem Gut verbunden war die Patrimonialgerichtsbarkeit: der jeweilige Gutsherr war (oder bestimmte) den Richter für die Bewohner des Gutes, siehe auch die Liste der Gerichte im Herzogtum Sachsen-Lauenburg. Mit dem Übergang an Preußen endeten diese Rechte 1866.